# Крип'якевич Петро Франц

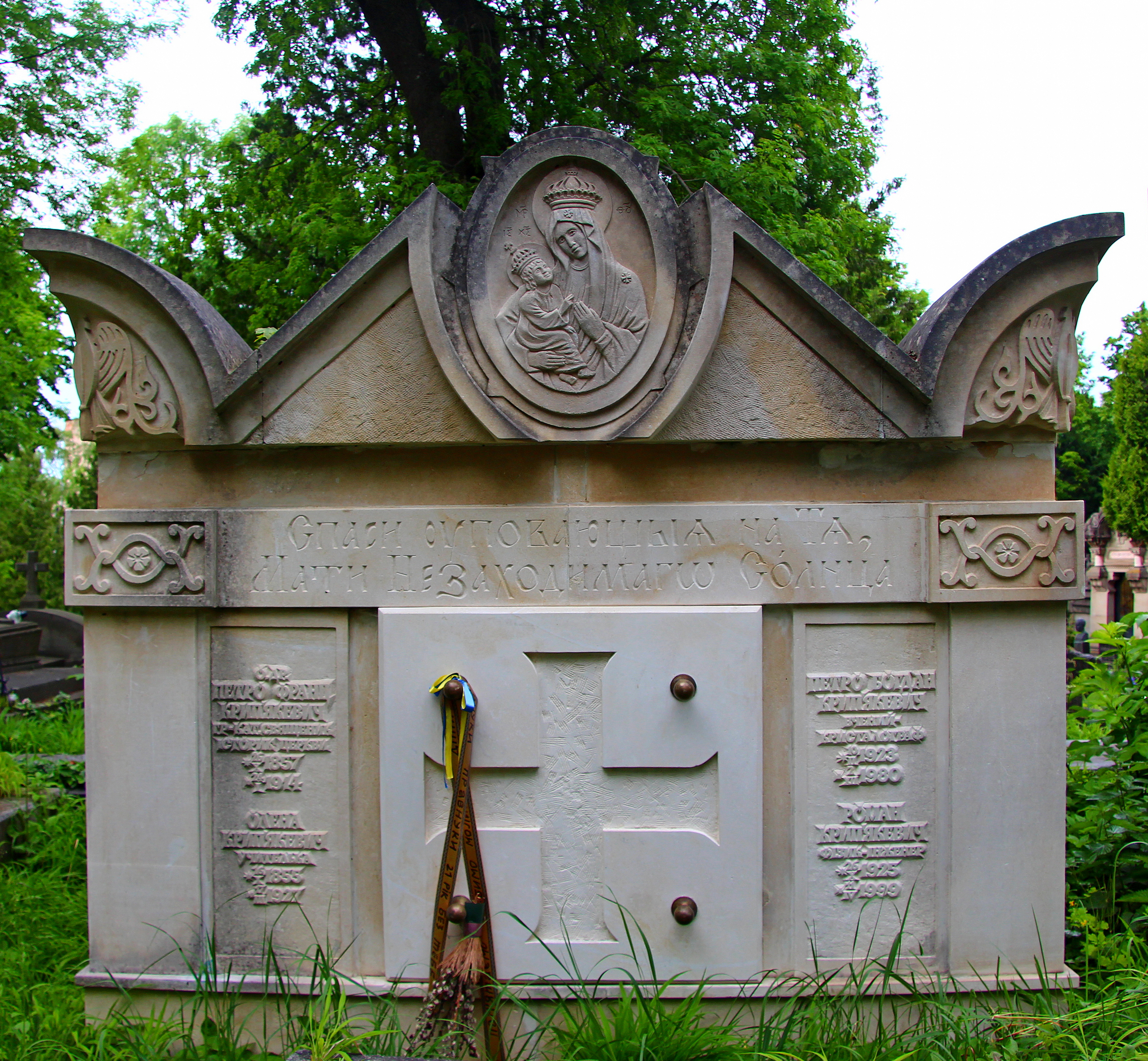
Гробівець родини Крип'якевичів на 1 полі Личаківського цвинтаря

отець-доктор Петро Франц Крип'якевич (19 жовтня 1857, с. Горишів Польський, Холмщина — 24 січня 1914, Львів) — український церковний діяч, священник УГКЦ, богослов, педагог, письменник. Батько Івана Крип'якевича.

## Життєпис
Народився 19 жовтня 1857 року в селі Горишів Польський на Холмщині. За спогадами сина Івана, у 6 класі їздили до села Полкинь біля Ярослава, де в метриках віднайшли записи про предків. Найстаршим із них був о. Іван, який помер 1818 року. Також Іван Крип'якевич вказував, що «бабуся Крип'якевичова… жила в Коломиї». Покинув Холмщину через переслідування Росією прихильників УГКЦ.
Після закінчення гімназії (1880) навчався у греко-католицькій духовній семінарії у Львові. Під час студій вислав на конкурс варшавської газети «Кур'єр щоденний» оповідання «Чоботи Михалка», за яке в грудні 1882 отримав перемогу та винагороду 1000 рублів сріблом (друге місце посіла Марія Конопницька, що її обурило).
У 1885 році отримав священичі свячення, служив вікарієм при соборі святого Юра у Львові. В 1887—1891 роках — адміністратор парафії святих Петра і Павла. У 1891 році брав участь у Львівському провінційному синоді УГКЦ, на якому був секретарем. 1891—1895 — парох у с. Гнилиці Великі на Тернопільщині (нині Гнилиці Підволочиського району Тернопільської області), в 1895—1914 роках — катехит цісарсько-королівської IV гімназії у Львові. 1903 року у Віденському університеті здобув ступінь доктора богослов'я, готував габілітаційну працю «De hymnographia Mariana in ecclesia Graeca» («Богородиця у гімнографії Східної Церкви»), яка частково опублікували посмертно в «Записках НТШ» (1914, т. 121; 1917, т. 123/124).
Автор статей з історії Церкви, патристики, богослов'я та літургіки.
У Львові у сім'ї П. Ф. Крипякевича народився син Іван — історик, академік, професор Львівського університету. Дітей спочатку навчали вдома самі, потім вчителі.
Похований у родинному гробівці на полі 1 Личаківського цвинтаря.